# Enare

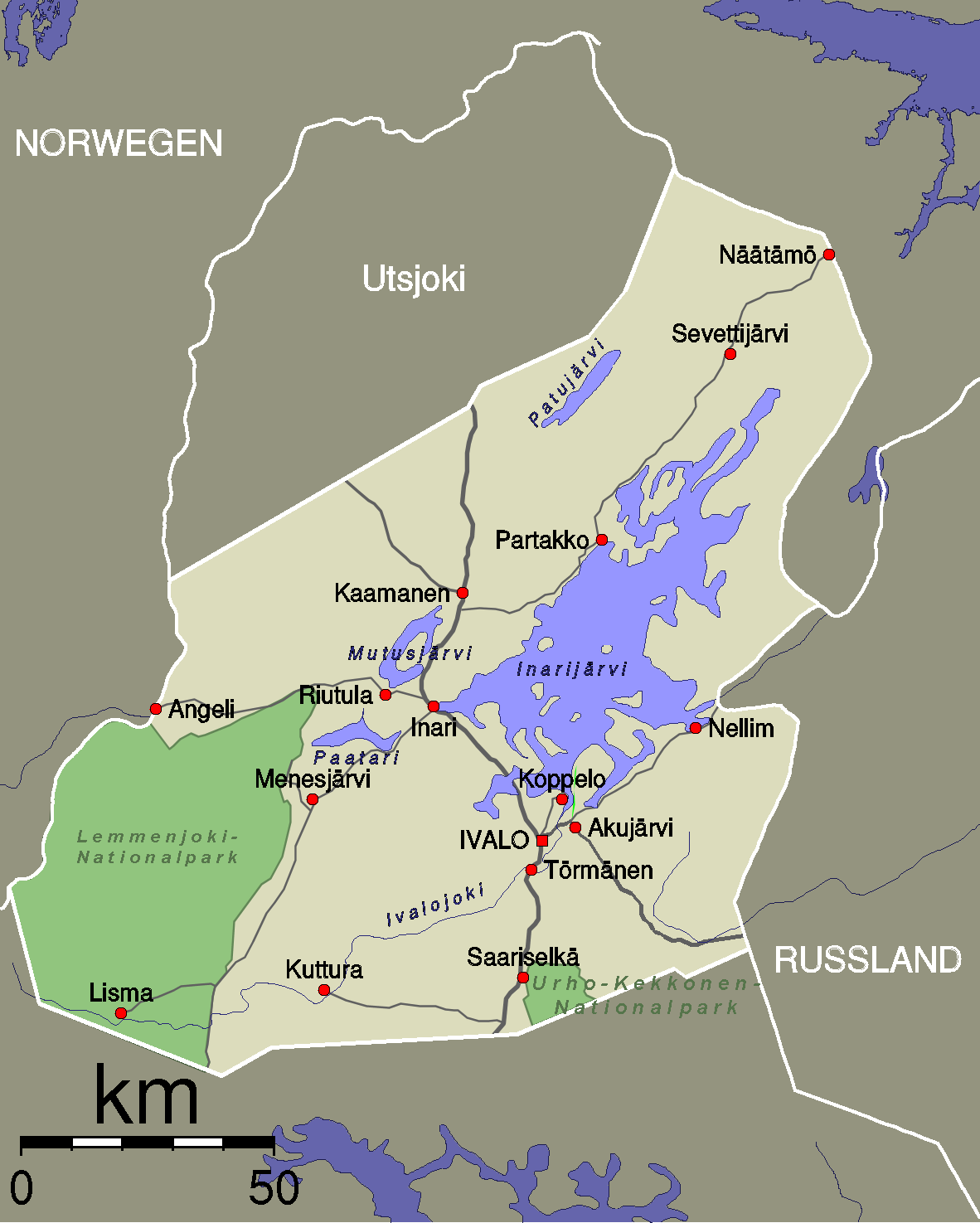
Karta över Enare kommun. Nationalparker utmärkta med grönt.

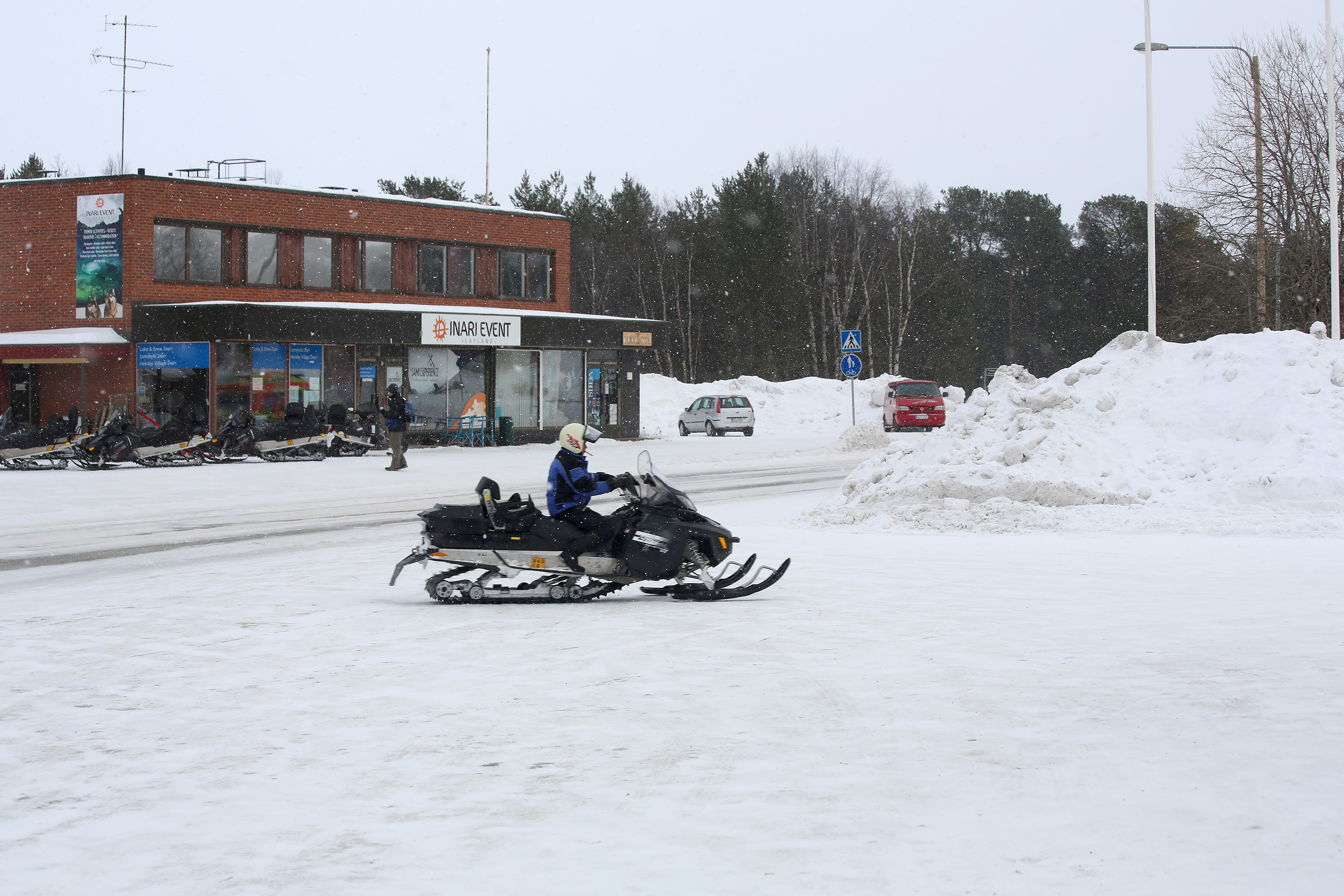
Enare, mars 2013.

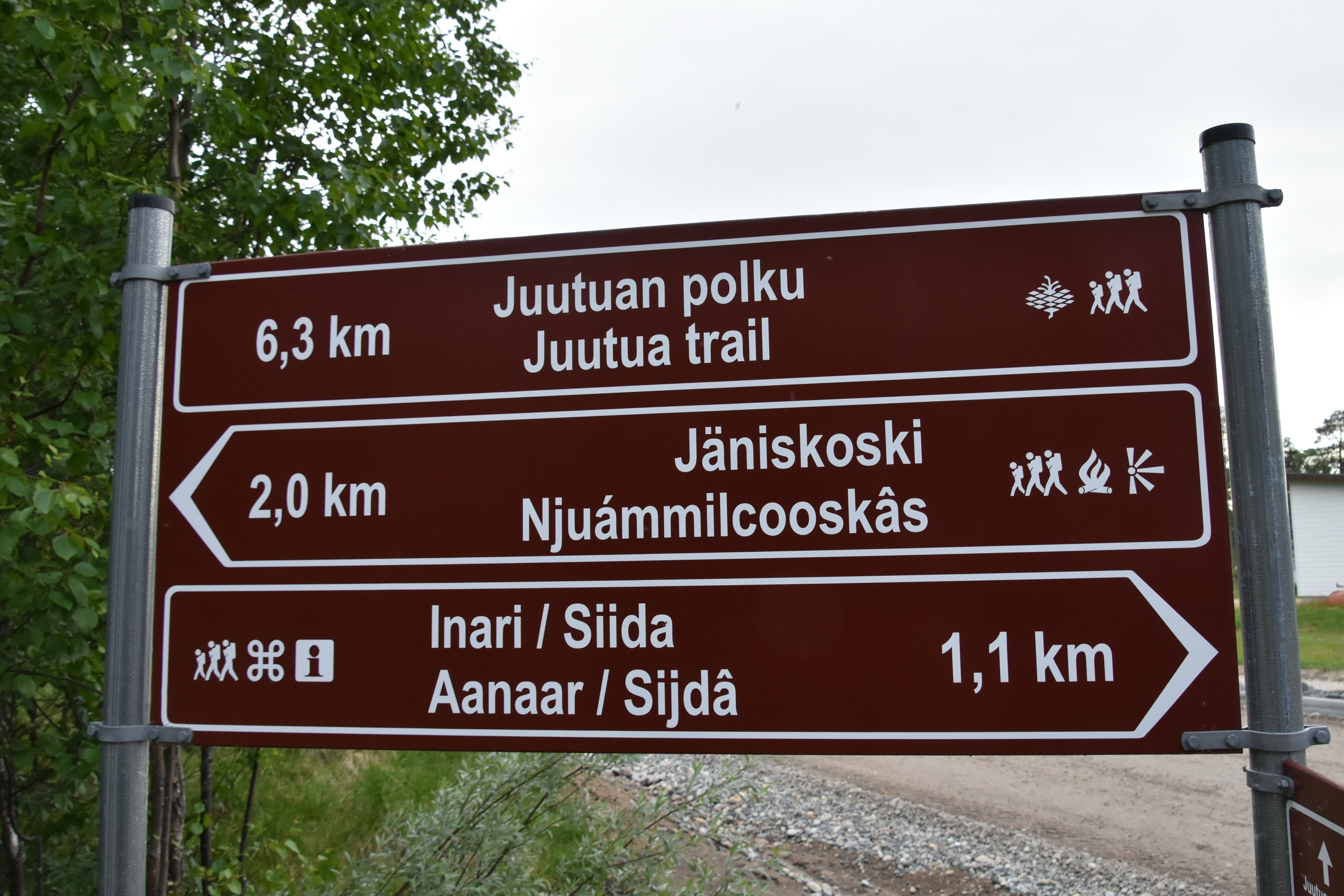
Flerspråkig vägvisare vid Enare, juli 2017.

Enare (finska: Inari, enaresamiska: Aanaar, skoltsamiska: Aanar, nordsamiska: Anár) är en kommun i Lappland i Finland.
Enare har 7 008 invånare (2021) och är landets till ytan största kommun med en yta på 17 333,65 kvadratkilometer, fem procent av Finlands yta. Finlands tredje största sjö, det fiskrika Enare träsk, ligger i kommunen. Den ursprungliga befolkningen är samisk och kommunen är fyrspråkig med finska, nordsamiska, enaresamiska och skoltsamiska.
Centralort i kommunen är Ivalo med 3 062 invånare. Kommunen har tre andra tätorter: Enare kyrkby med 582 invånare, Teponmäki (invid Ivalo) med 395 invånare samt Saariselkä med 302 invånare. Kommunen gränsar till kommunerna Enontekis, Kittilä, Sodankylä och Utsjoki, samt till Norge och Ryssland.
Inom kommunen finns många ödemarksområden (Hammastunturi, Muotkatunturi, Paistunturi, Kaldoaivi, Vätsäri och Tsarmitunturi) och delar av Lemmenjoki och Urho Kekkonens nationalparker.
Sametinget har sitt säte och sekretariat i Enare. I Enare har också Sameområdets utbildningscentral sitt säte, med ett campus också i Ivalo.

## Historia
Lantmätare Oluf Tresk notetarade vid sin kartering av Kemi lappmark 1642 att Enare lappby dittills hade hållit till norr om Enare träsk, men att en flytt förbereddes på grund av begynnande brist på renbete och brännved. Den nya platsen låg tio kilometer söderut på en udde i sjön. Tresk föreslog att en kyrka skulle byggas på detta ställe. Några år senare anlades också en kyrkplats i Enare och orten fick egen präst 1648 (Esaias Mansueti Fellman). Enare kyrka och Kemijärvi kyrka är de två första kyrkorna i Kemi lappmark.

## Tätorter
Vid Statistikcentralens tätortavgränsning den 31 december 2021 fanns fyra tätorter inom Enare kommun.
| Nr | Tätort        | Folkmängd |
| -- | ------------- | --------- |
| 1  | Ivalo         | 3 104     |
| 2  | Enare kyrkoby | 640       |
| 3  | Teponmäki     | 413       |
| 4  | Saariselkä    | 302       |

Centralorten är i fet stil.

## Politik
Statistik över kommunalval i Finland finns tillgänglig för enskilda kommuner från valet 1964 och framåt. Publikationen över kommunalvalet 1968 var den första som redovisade komplett partitillhörighet.

### Mandatfördelning i Enare kommun, valen 1964–2021
| 8 | 3 | 12 |

| 7 | 3 | 2 | 3 | 5 | 1 | 2 |

| 7 | 3 | 4 | 5 | 1 | 3 |

| 9 | 2 | 2 | 7 |  | 6 |

| 8 | 2 | 11 | 6 |

| 24 |

| 7 | 3 |  | 11 | 5 |

| 21 | 6 |

| 6 | 2 |  | 2 | 12 | 4 |

| 21 | 6 |

| 6 | 2 | 6 | 10 | 3 |

| 19 | 8 |

| 5 | 2 | 10 | 7 | 3 |

| 22 | 5 |

| 5 | 2 | 3 | 14 | 3 |

| 19 | 8 |

| 6 | 3 | 4 | 10 | 4 |

| 16 | 11 |

| 5 | 2 |  | 7 | 8 | 4 |

| 19 | 8 |

| 3 | 3 |  |  | 8 | 11 |

| 15 | 12 |

| 4 | 4 | 3 | 6 | 10 |

| 11 | 16 |

| 2 | 4 | 2 | 3 | 7 |  |  | 7 |

| 15 | 12 |

### Valresultat i kommunalvalet 2017
| Parti                 | Parti                             | Röstfördelning | Röstfördelning | Röstfördelning | Röstfördelning | Mandatfördelning | Mandatfördelning |
| Parti                 | Parti                             | Antal          | Andel %        | Antal +−       | Andel % +−     | Antal            | +−               |
| --------------------- | --------------------------------- | -------------- | -------------- | -------------- | -------------- | ---------------- | ---------------- |
|                       | Samlingspartiet                   | 1 171          | 36,1           | −92            | −0,3           | 10               | −1               |
|                       | Centern i Finland                 | 660            | 20,3           | −258           | −6,1           | 6                | −2               |
|                       | Vänsterförbundet                  | 463            | 14,3           | +22            | +1,6           | 4                | +1               |
|                       | Finlands Socialdemokratiska Parti | 451            | 13,9           | +93            | +3,6           | 4                | +1               |
|                       | Gröna förbundet                   | 354            | 10,9           | +184           | +6,0           | 3                | +2               |
|                       | Sannfinländarna                   | 78             | 2,4            | −130           | −3,6           | 0                | −1               |
|                       | Svenska folkpartiet i Finland     | 68             | 2,1            | −2             | +0,1           | 0                | 0                |
|                       | Esa Lindholm*                     | 0              | 0              | −40            | −1,2           | 0                | 0                |
|                       | Kristdemokraterna i Finland*      | 0              | 0              | −4             | −0,1           | 0                | 0                |
| Giltiga röster totalt | Giltiga röster totalt             | 3 245          | 100,0          | —              | —              | 27               | —                |
| Ogiltiga röster       | Ogiltiga röster                   | 27             | 0,8            | —              | —              |                  |                  |
| Valdeltagande         | Valdeltagande                     | 3 272          | 56,8           | —              | −5,4           |                  |                  |
| Röstberättigade       | Röstberättigade                   | 5 756          | —              | —              | —              |                  |                  |

Källa:
Partier eller valmansföreningar med en asterisk (*) ställde inte upp med kandidater i valet.

## Kommunikationer
Kommunen erhöll vägförbindelse 1929, när Ishavsvägen från Sodankylä till Petsamo byggdes. Vägen fick beteckningen riksväg 4. När Finland miste Petsamo 1944, kom riksvägen att istället att följa den av tyskarna byggda vägen via Karigasniemi till Norge. Vägen går, efter det att Tana bro byggts, istället via Utsjoki (Europaväg 75).

## Demografi

### Befolkningsutveckling
| Befolkningsutvecklingen i Enare kommun 1880–2020                                                                                      | Befolkningsutvecklingen i Enare kommun 1880–2020 | Befolkningsutvecklingen i Enare kommun 1880–2020 | Befolkningsutvecklingen i Enare kommun 1880–2020 | Befolkningsutvecklingen i Enare kommun 1880–2020 |
| --- | ------------------------------------------------ | ------------------------------------------------ | ------------------------------------------------ | ------------------------------------------------ |
| |                                                  |                                                  |                                                  |                                                  |
| År |                                                  |                                                  | Folkmängd                                        |                                                  |
| 1880 | 1880                                             |                                                  | 860                                              |                                                  |
| 1890 | 1890                                             |                                                  | 1 155                                            |                                                  |
| 1900 | 1900                                             |                                                  | 1 482                                            |                                                  |
| 1910 | 1910                                             |                                                  | 1 784                                            |                                                  |
| 1920 | 1920                                             |                                                  | 1 736                                            |                                                  |
| 1930 | 1930                                             |                                                  | 2 100                                            |                                                  |
| 1940 | 1940                                             |                                                  | 2 750                                            |                                                  |
| 1950 | 1950                                             |                                                  | 4 913                                            |                                                  |
| 1960 | 1960                                             |                                                  | 6 831                                            |                                                  |
| 1970 | 1970                                             |                                                  | 6 931                                            |                                                  |
| 1975 | 1975                                             |                                                  | 6 774                                            |                                                  |
| 1980 | 1980                                             |                                                  | 6 900                                            |                                                  |
| 1985 | 1985                                             |                                                  | 7 219                                            |                                                  |
| 1990 | 1990                                             |                                                  | 7 559                                            |                                                  |
| 1995 | 1995                                             |                                                  | 7 851                                            |                                                  |
| 2000 | 2000                                             |                                                  | 7 360                                            |                                                  |
| 2005 | 2005                                             |                                                  | 7 043                                            |                                                  |
| 2010 | 2010                                             |                                                  | 6 778                                            |                                                  |
| 2015 | 2015                                             |                                                  | 6 804                                            |                                                  |
| 2020 | 2020                                             |                                                  | 6 862                                            |                                                  |
| Anm: För tidsserien 1975-2020 avser uppgifterna förhållandena den 31 december nämnda år enligt områdesindelningen den 1 januari 2022. |                                                  |                                                  |                                                  |                                                  |

### Språk
Befolkningen efter språk (modersmål) den 31 december 2022. Finska, svenska och samiska räknas som inhemska språk då de har officiell status i landet. Resten av språken räknas som främmande. För språk med färre än 10 talare är siffran dold av Statistikcentralen på grund av sekretesskäl.
Det lokala språket, enaresamiska, var under slutet av 1900-talet nära att dö ut, men efter ett revitaliseringsprogram har antalet unga som talar språket återigen ökat. 
| Språk                        | Talare 2022-12-31 | Talare 2022-12-31 |
| Språk                        | Antal             | Andel (%)         |
| ---------------------------- | ----------------- | ----------------- |
| Hela befolkningen            | 7 047             | 100,0             |
| Inhemska språk totalt        | 6 760             | 95,9              |
| Finska                       | 6 247             | 88,6              |
| Samiska                      | 484               | 6,9               |
| Svenska                      | 29                | 0,4               |
| Främmande språk totalt       | 287               | 4,1               |
| Ryska                        | 62                | 0,9               |
| Tyska                        | 37                | 0,5               |
| Franska                      | 21                | 0,3               |
| Nederländska                 | 19                | 0,3               |
| Tagalog                      | 18                | 0,3               |
| Engelska                     | 15                | 0,2               |
| Thailändska                  | 14                | 0,2               |
| Spanska                      | 13                | 0,2               |
| Estniska                     | 13                | 0,2               |
| Språk med färre än 10 talare | 75                | 1,1               |

|  | Finska (88,6 %) |

|  | Svenska (0,4 %) |

|  | Samiska (6,9 %) |

|  | Främmande språk (4,1 %) |

|  | Finska (88,6 %) |

|  | Svenska (0,4 %) |

|  | Samiska (6,9 %) |

|  | Främmande språk (4,1 %) |